# Konjske vprege na Zimskih olimpijskih igrah 1928
Konjske vprege na Zimskih olimpijskih igrah 1928.

## Rezultati (demonstracijska disciplina)
| Poz | Tekmovalec   | Konj     |
| --- | ------------ | -------- |
| 1   | R. Wettstein | Jallange |
| 2   | Torriani     | Loup     |
| 3   | Muckenbrün]  | Frania   |